# Олеа-де-Боедо
Олеа-де-Боедо (ісп. Olea de Boedo) — муніципалітет в Іспанії, у складі автономної спільноти Кастилія-і-Леон, у провінції Паленсія. Населення — 41 особа (2010).
Муніципалітет розташований на відстані близько 250 км на північ від Мадрида, 65 км на північ від Паленсії.

## Демографія
Динаміка населення (INE ):

## Галерея зображень

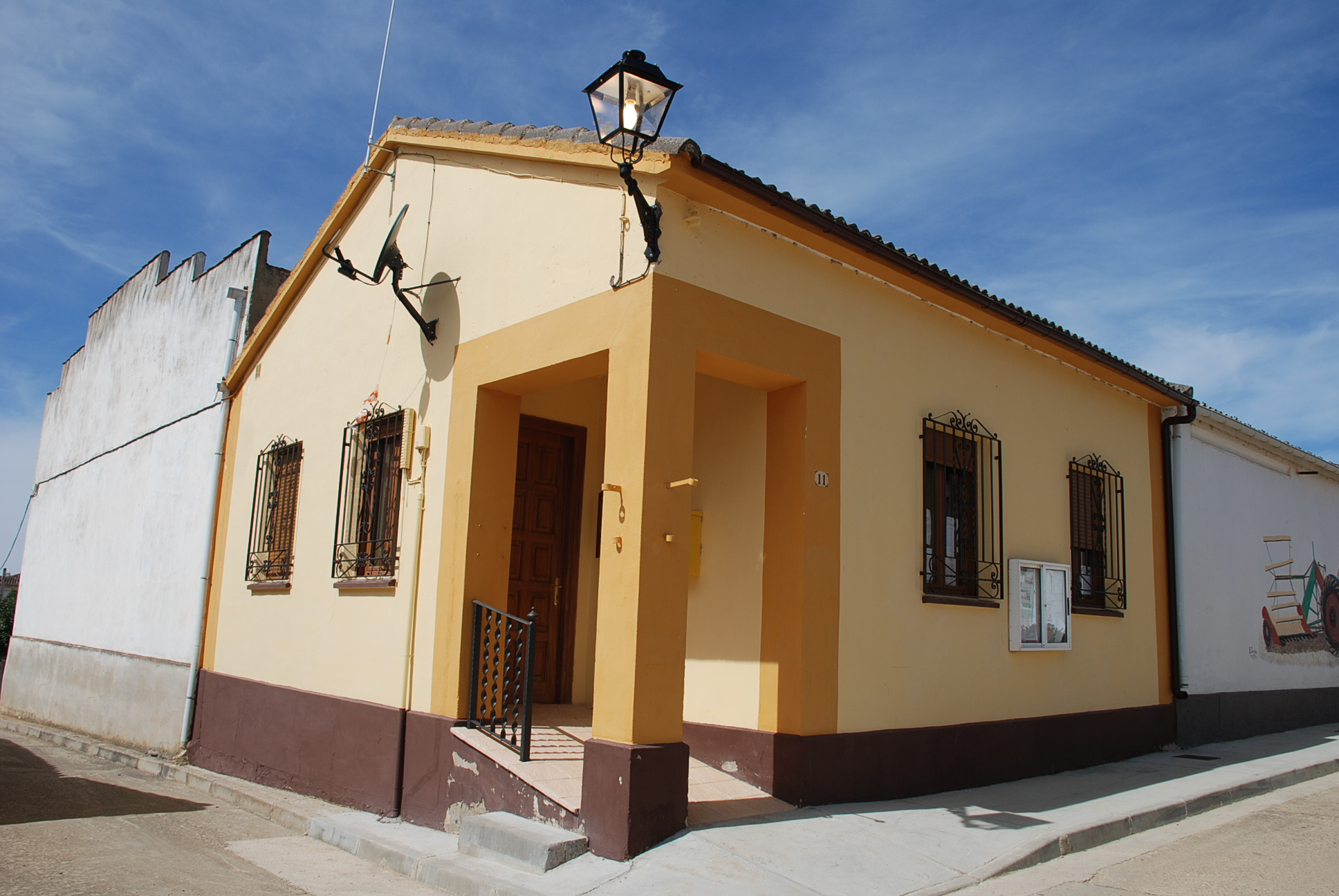
Муніципальна рада